# Ilka Štuhec
Ilka Štuhec (Slovenj Gradec, Yugoslavia, 26 de octubre de 1990) es una deportista eslovena que compitió en esquí alpino; dos veces campeona mundial.

## Trayectoria
Ganó dos medallas de oro en el Campeonato Mundial de Esquí Alpino, en los años 2017 y 2019, ambas en la prueba de descenso. En la Copa del Mundo consiguió once victorias y veintidos podios en total.
Participó en dos Juegos Olímpicos de Invierno, en los años 2014 y 2022, ocupando el décimo lugar en Sochi 2014, en la prueba de descenso. Fue la abanderada de Eslovenia en la ceremonia de apertura de los Juegos de Pekín 2022, junto con el snowboarder Rok Marguč.
En 2017 fue nombrada «Deportista femenina del año» en su país.

## Palmarés internacional
| Campeonato Mundial | Campeonato Mundial   | Campeonato Mundial | Campeonato Mundial |
| Año                | Lugar                | Medalla            | Prueba             |
| ------------------ | -------------------- | ------------------ | ------------------ |
| 2017               | Sankt Moritz (Suiza) | Medalla de oro     | Descenso           |
| 2019               | Åre (Suecia)         | Medalla de oro     | Descenso           |